# 戈登堂

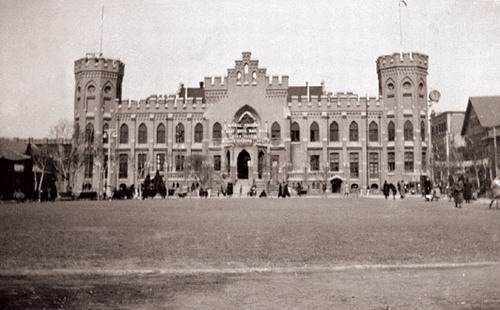
原天津英租界工部局大楼戈登堂

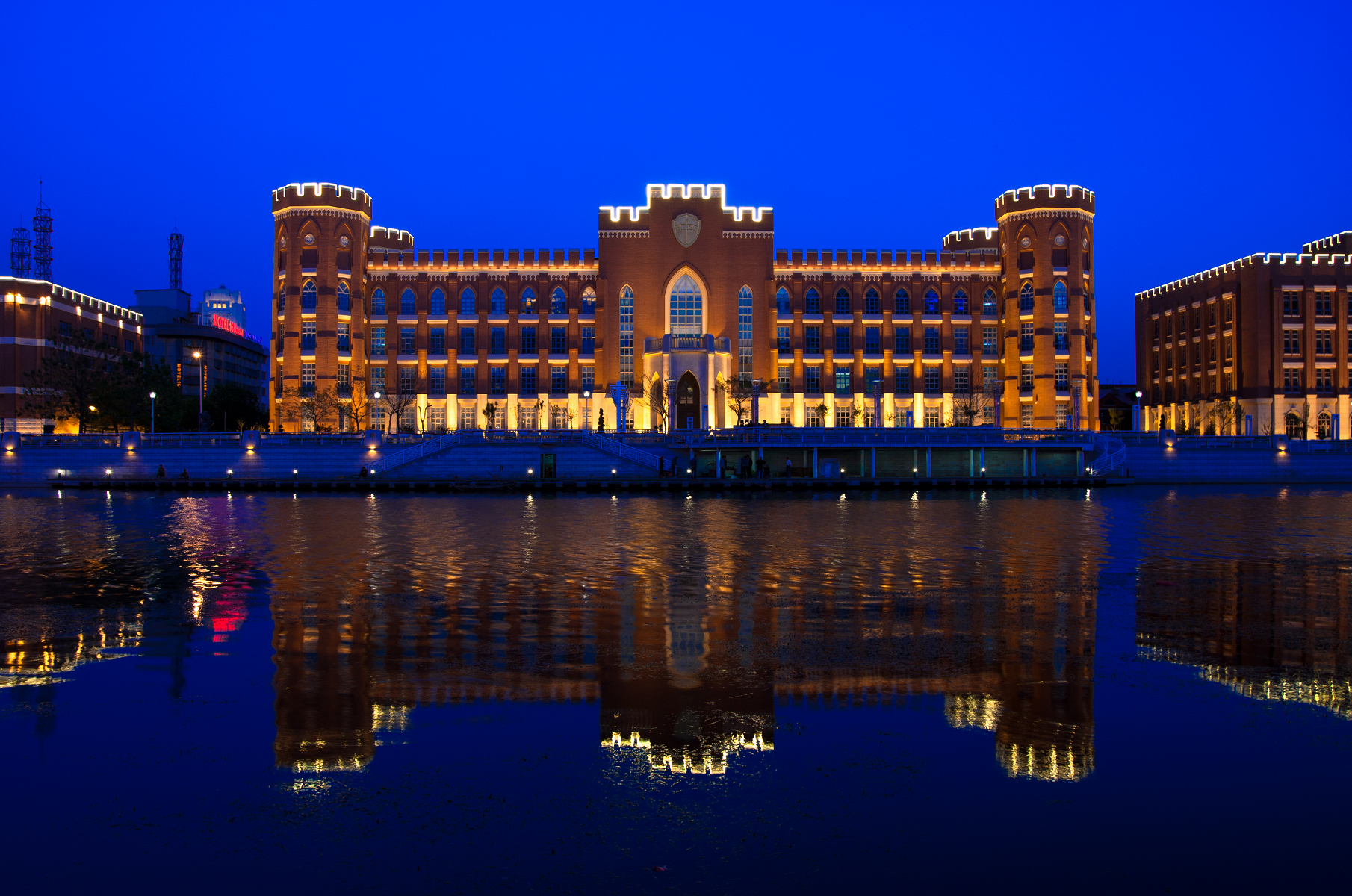
异地重建的戈登堂

戈登堂（英語：Gordon Hall）又称天津英租界工部局大楼，始建于1890年，坐落于当时天津英租界的维多利亚道（英語：Victoria Road，今和平区解放北路），为19世纪天津体量最大的一座建筑物，原建筑已拆除，2010年，天津市人民政府决定在海河南岸重建戈登堂。戈登堂原址现为天津丽思卡尔顿酒店。

## 历史

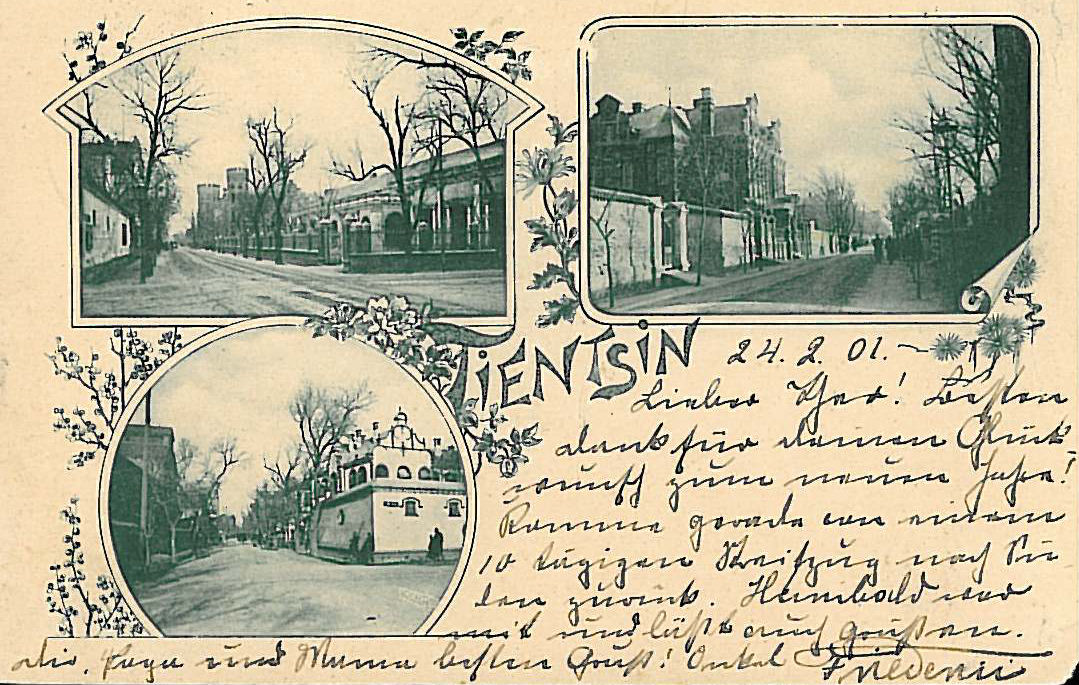
1901年发行的明信片上戈登堂的侧影

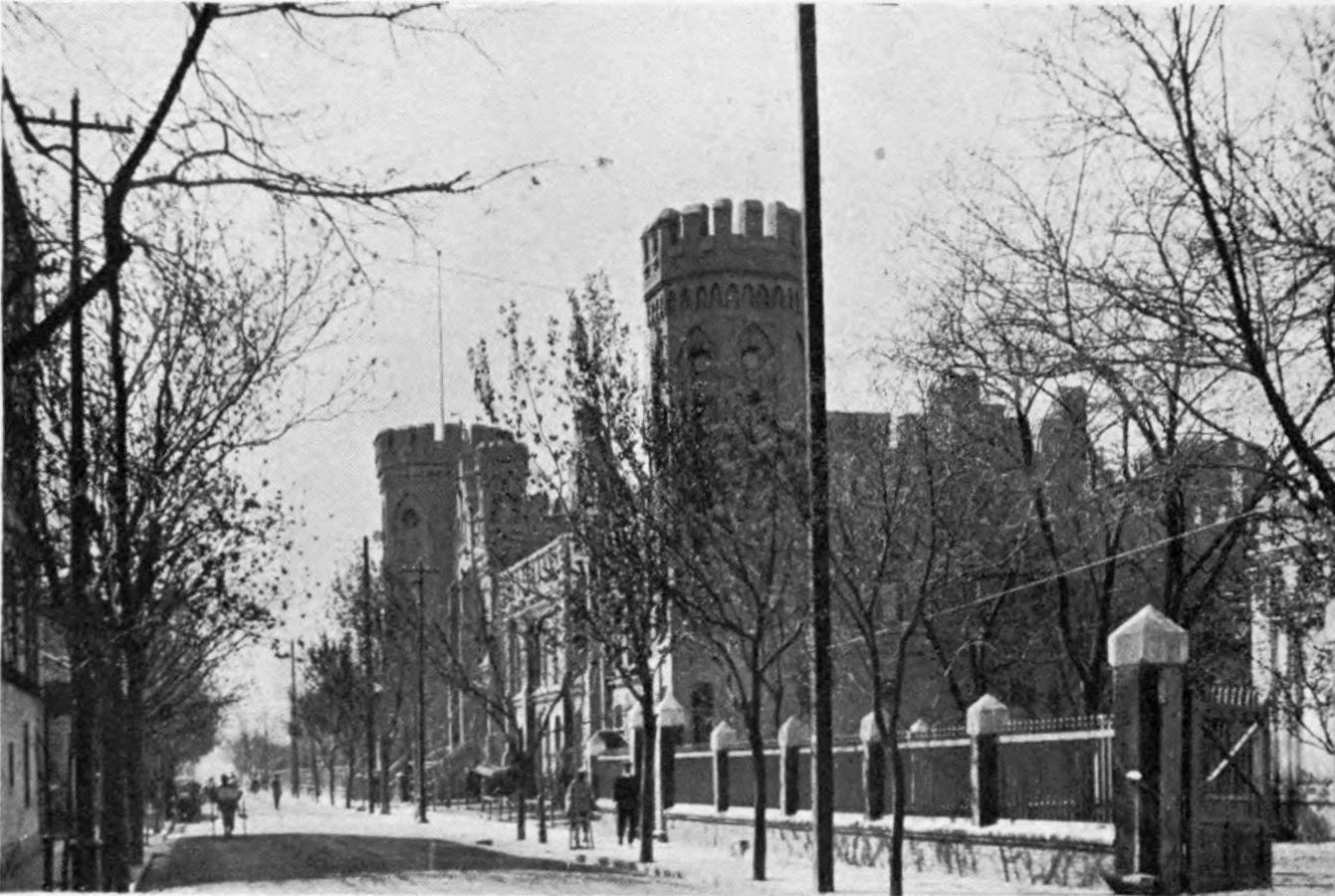
1908年的戈登堂

1890年，天津英租界的工部局大楼落成，位于天津英租界的中央绿地维多利亚花园（今解放北路花园）的北侧，原是马术训练场，在落成典礼上，直隶总督李鸿章、美国驻华公使田贝、各国驻天津领事和天津道余昌宇，以及轮船招商局经理和外国驻天津领事都应邀参加。在落成典礼上，查理·乔治·戈登的巨幅照片，挂在会场的中央。直隶总督兼北洋大臣李鸿章在盛赞戈登的军事指挥才能后，宣布大楼正式开放，并把两把扎着灰、红两色缎带的银钥匙交给了德璀琳。
1892年2月3日，天津英租界当局为李鸿章在戈登堂举办70岁生日宴会。李鸿章出资在戈登堂里修了一个舞台，使戈登堂从此成为英租界一个条件优越的公共娱乐场所，甚至逐渐取代了侨民俱乐部兰心戏院的地位。
1922年，天津英租界纳税人大会决定重建一座新的工部局大楼，后来计划因故搁浅，戈登堂继续作为天津英租界市政厅来使用。
1945年之后，这里成为中华民国天津市政府所在地。
1949年1月15日之后，这里成为天津市人民政府所在地。
1976年唐山大地震后，该楼被损坏，1981年拆除，在原址上建成新的天津市人民政府大楼。只有后面的天津英租界消防队旧址，还保存着当年的建筑原貌。2010年，原戈登堂后面的天津英租界消防队旧址也被拆除。
2010年，天津市人民政府决定在海河南岸重建戈登堂。
2013年，在戈登堂原址建设的天津丽思卡尔顿酒店开业。

## 建筑风格

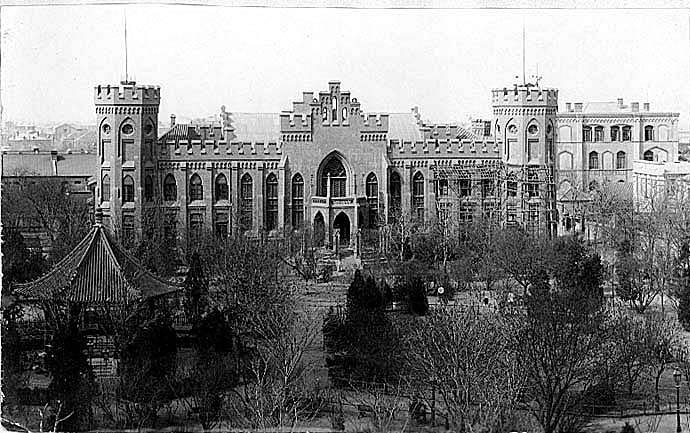
1899-1905年戈登堂

戈登堂由天津英租界工部局董事长、英籍德国人、天津海关税务司德璀琳建议修建，由Chambers设计，共投资32，000两白银。这座规模宏大的2层建筑属于中古时期城堡风格，青砖外墙，屋檐为雉堞垛口状女儿墙，两端为八角形的塔楼，视野开阔。中间的楼门向前突出，以便于市民接近参与。

## 名称由来

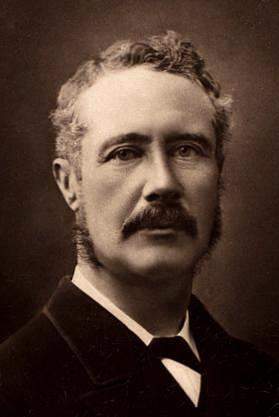
英国军官查理·喬治·戈登

戈登堂以1885年在苏丹喀土穆阵亡的英国军官查理·乔治·戈登（英語：Charles George Gordon）命名。为了纪念戈登在开辟和规划该租界方面的贡献。1860年，戈登随英法联军来到中国，任工兵队指挥官。天津开埠后，天津英租界首先开辟，戈登是天津英租界划定与规划的主要设计者。从1862年开始，戈登去上海，任“常胜军”的管带，配合李鸿章的淮军与太平军作战，因攻克苏州，清廷授予他提督衔，赏穿黄马褂。1880年，因中俄“伊犁事件”他应李鸿章之请再度来华。李鸿章相当敬佩戈登的军事指挥才能。

## 周边建筑
戈登堂门前的维多利亚花园是天津英租界的中央绿地，周围集中了一批重要建筑：环球饭店、利顺德大饭店、太古洋行天津分行大楼、原开滦矿务局大楼（原中国共产党天津市委员会大楼）。